# 아우로로보렐리아
아우로로보렐리아(학명:Auroroborealia incognita)는 어룡목 메리아모사우루스과에 속하는 어룡이다. 지금은 멸종된 종으로서 전체적인 몸길이가 1.5m인 중대형의 어룡에 속한다.

## 특징
아우로로보렐리아는 러시아 북극의 뉴시베리아 제도에서 발견된 작은 몸체의 의룡류 어룡이다. 이 동물은 허드슨 엘피디아와 크기가 비슷해 길이가 1미터에서 1.5미터 정도였을 것이다. 비록 단편적인 특성으로 인해 정확한 개체 발생 상태를 확인할 수는 없지만 이 지역에서 발견된 다른 유적은 그것이 단순히 작은 체형의 분류군이었을 것이라고 추측한다. 그것은 신분을 알 수 없는 아우로로보렐리아라는 단일 종을 포함하고 있다. 아우로로로보렐리아 화석은 러시아 과학아카데미 지질연구소와 러시아 과학아카데미 시베리아 지부 트로피무크 석유지질학 및 지구물리학 연구소의 공동 탐사대에 의해 2006년과 2009년의 발굴 과정에서 발견됐다.이러한 탐험을 통해 카르니안 하류에서 중류 노리아에 이르는 6개의 층서층에서 다양한 어류 공룡 유적이 발견되었다.대부분의 표본이 단편적이었지만 즈베르코프의 연구에 의해 더욱 확실히 연구되었다. (2021년) 이로 인하여 아우로로보렐리아는 다른 어룡들을 구별할 수 있었다. 특히 표본 ZIN PH 5/250에는 두개골 유골뿐만 아니라 연관된 신경 아치 및 늑골이 있는 전방 전척추도 포함되어 있었다. 흉곽 거들과 관련된 뼛조각도 이 시료의 일부이다. 이 자료를 바탕으로 즈베르코프 와 아우로로보넬리아 종을 알 수 없는 상태로 세우고 일련의 참조 표본을 기술했다.(그러나 이 종은 속 진단에 반영되지 않았다.) 총칭은 북극광인 오로라 보렐리(Aurora Borealis)를 지칭하는 것으로, 완모형 지역을 포함한 고위도에서 볼 수 있는 북극광이다."인코그니타"라는 별명은 화석의 단편적인 특성을 반영하기 위해 선택되었고 분류군의 계통학적 위치를 결정하는 것을 어렵게 만들었다. 비록 단편적이지만, 화석은 아우로로보넬리아가 몸집이 작은 동물이었다는 것을 암시하고 척추와 하악골의 측정치는 그것이 잠재적으로 기초적인 파비펠비아 허드슨 엘피디아와 유사하다는 것을 암시한다. 이것은 아우로로보넬리아의 총 몸길이가 1미터에서 1.5미터 사이임을 나타낸다. 비록 저자들은 홀로타입의 단편적인 성격 때문에 개체 발생학적 상태를 결정하는 것이 어렵다는 것에 주목하고 있지만 같은 층서학적 수준에서 비슷한 크기의 개체들이 존재한다는 것은 아우로로보렐리아가 단지 작은 분류군이었을 가능성이 더 높다는 것을 의미한다. 이것은 어린 표본만 보존하는 조립품이다. 아우로로보렐리아의 하악골은 토레토크네미드 어류룡의 하악골과 매우 유사하지만 이 속은 같은 과의 어떤 동물보다도 두드러지게 젊다. 비록 이 해부학이 파르비페반과 다르긴 하지만 저자들은 초기 분지군의 보존 상태가 좋지 않기 때문에 이 해부학이 그룹의 기초가 될 가능성을 배제하지 않는다. 그들은 또한 유사한 하악골 형태학이 집속적으로 유사한 먹이 생태를 얻는 분류군의 결과일 수 있다고 지적한다. 궁극적으로 아우로로보렐리아는 토레토크네미과의 가장 어린 구성원 또는 파르비벨피아의 가장 오래된 구성원 또는 심지어 두 가지와 밀접한 관련이 있는 의룡의 독특한 분파를 나타낼 수 있다. 즈베르코프 등은 잠정적으로 후자에 분류군을 배치한다. 신시베리아 제도의 정확한 고도는 부정확하게 알려져 있을 뿐이지만 현존하는 고지리학적 재구성은 이러한 지역이 트라이아스기 후기 높은 위도에 위치했을 것이라는 것을 암시한다. 많은 유골의 단편적인 특성에도 불구하고 연구자들은 그 지역의 노리아와 카르니아 지층 모두에 존재하는 3개의 주요 분지군과 3개의 주요 분지군을 구별할 수 있었다. 가장 큰 유적은 미정의 샤스타사우루스과로 알려져 있으며 이 화석들은 샤스타사우루스보다 크지만 쇼니사우루스보다는 작을 것으로 보인다. 중간 크기의 분류군은 미정의 어룡류로 나타나며 노리안 층에서는 의룡류로 추정된다. 한편 가장 작은 표본은 의크티오사우루스에 할당되었다. 이 분류학적 그룹의 일반적인 조합은 거대한 샤스타사우루스류, 중형 사시팔비페루스류, 작은 의룡류를 포함한 브리티시컬럼비아주의 사면체 층의 "과도적 어룡 동물군"으로 특징지어지는 것을 전부 반영한다. 양턱에는 총 15~25개의 톱니 모양의 날카로운 이빨들이 나 있다. 먹이로는 당대에 서식했던 물고기, 갑각류, 두족류를 잡아먹고 살았을 육식성의 어룡으로 추정되는 종이다.

## 생존시기와 서식지와 화석의 발견
아우로로보렐리아가 생존했었던 시기는 중생대의 트라이아스기 후기로서 지금으로부터 2억년전~1억 8000만년전에 생존했었던 종이다. 생존했었던 시기에는 러시아를 중심으로 하는 북극해에서 주로 서식했었던 어룡이다. 화석의 발견은 2021년에 러시아의 트라이아스기에 형성된 지층에서 러시아의 고생물학자인 즈베르코프에 의하여 처음으로 화석이 발견되어 새롭게 명명된 종이다.

## 같이 보기
- 파충류
- 중생대
- 트라이아스기
- 어룡
- 화석